# Isnapur
Isnapur é uma vila no distrito de Medak, no estado indiano de Andhra Pradesh.

## Demografia
Segundo o censo de 2001, Isnapur tinha uma população de 7564 habitantes. Os indivíduos do sexo masculino constituem 53% da população e os do sexo feminino 47%. Isnapur tem uma taxa de literacia de 59%, inferior à média nacional de 59,5%: a literacia no sexo masculino é de 68% e no sexo feminino é de 49%. Em Isnapur, 15% da população está abaixo dos 6 anos de idade.